# Chase Bianchi
Chase Bianchi (* Juni 1987) ist ein US-amerikanischer Pokerspieler. Er gewann 2016 ein Bracelet bei der World Series of Poker und erreichte 2021 den Finaltisch des Main Events der Turnierserie.

## Persönliches
Bianchi arbeitet als Aktienanalytiker und Berater. Er ist verheiratet und lebt mit zwei Pflegekindern in Boston.

## Pokerkarriere
Seine ersten Geldplatzierungen bei Live-Pokerturnieren erzielte Bianchi ab Juli 2007 im Wildhorse Resort & Casino in Pendleton, Oregon. Dort gewann er Ende April 2010 beim Spring Poker Round-Up auch sein erstes Live-Event und sicherte sich den Hauptpreis von über 35.000 US-Dollar. Im Juni 2011 war der Amerikaner erstmals bei der World Series of Poker (WSOP) im Rio All-Suite Hotel and Casino in Paradise am Las Vegas Strip erfolgreich und kam bei einem Turnier der Variante No Limit Hold’em in die Geldränge. Zwischen Mai 2012 und Juli 2014 gelangte er mehrfach bei Deepstack-Turnieren im Rio und dem Palazzo am Las Vegas Strip an den Finaltisch. Bei der WSOP 2016 setzte sich Bianchi bei einem Event gegen 2241 andere Spieler durch und erhielt ein Bracelet sowie eine Siegprämie von mehr als 315.000 US-Dollar. Anfang Februar 2018 saß er beim Main Event der World Poker Tour in Atlantic City am Finaltisch und beendete das Turnier auf dem mit mehr als 100.000 US-Dollar dotierten siebten Platz. Bei der WSOP 2021 erreichte der Amerikaner im Main Event den Finaltisch, der Mitte November 2021 gespielt wurde. Er startete als Achter in Chips und belegte den neunten Platz, der ihm ein Preisgeld von einer Million US-Dollar zusicherte.
Insgesamt hat sich Bianchi mit Poker bei Live-Turnieren knapp 2 Millionen US-Dollar erspielt.